# Pia Viitanen
Pour les articles homonymes, voir Viitanen.
Pia-Liisa Viitanen, née le 7 avril 1967 à Tampere, est une femme politique finlandaise membre du Parti social-démocrate de Finlande (SDP). Elle est ministre de la Culture du 4 avril 2014 au 29 mai 2015.

## Biographie

### Une jeune députée
Titulaire d'un master de sciences administratives, obtenu en 1993, elle entre au conseil du SPD l'année suivante. Elle est élue députée sociale-démocrate de la circonscription de Pirkanmaa à la Diète nationale aux élections de 1995, à l'âge de 27 ans.

### Une carrière au second plan
Elle siège au sein de diverses commissions parlementaires, sans exercer de responsabilités particulières. Lorsque Eero Heinäluoma est désigné président du Parti social-démocrate en 2005, il en fait sa première vice-présidente. En 2007, elle devient en outre présidente de la sous-commission parlementaire de l'Éducation et de la Culture. Avec l'élection de Jutta Urpilainen à la direction du parti en 2008, elle est rétrogradée à la troisième vice-présidence, qu'elle conserve quatre ans.

### Ministre de Jyrki Katainen
À l'occasion du remaniement ministériel du 24 mai 2013, elle entre au gouvernement du Premier ministre conservateur Jyrki Katainen, en tant que ministre du Logement et des Communications. Lors du remaniement du 4 avril 2014, elle devient ministre de la Culture et du Logement.